# Universidade de Zurique
A Universidade de Zurique (alemão: Universität Zürich), localizada na cidade de Zurique, é a maior universidade da Suíça, com mais de 24 mil estudantes. Foi fundada em 1833 com os cursos de teologia, direito, economia, medicina e filosofia.